# Трупіал вогнистоголовий

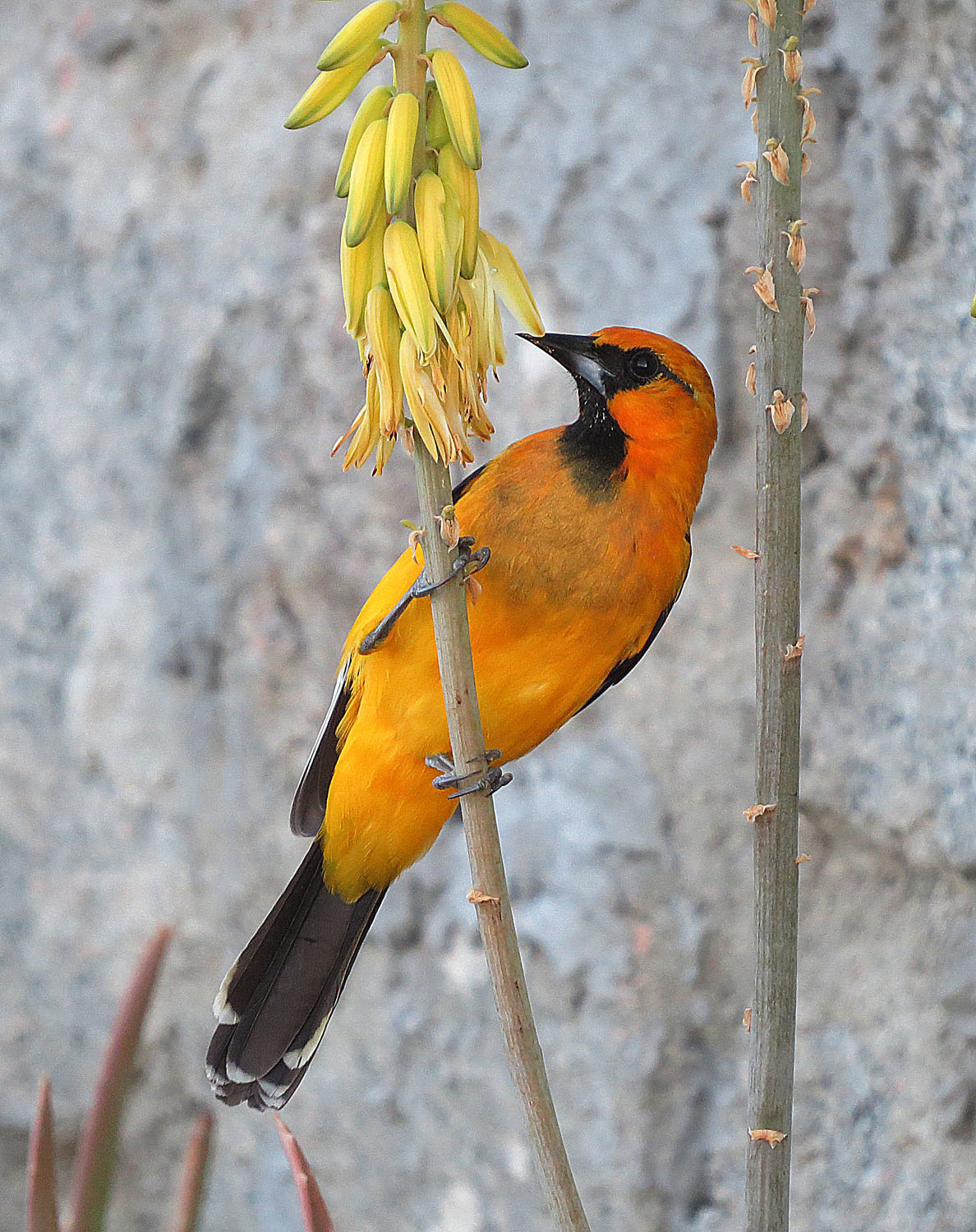
Вогнистоголовий трупіал

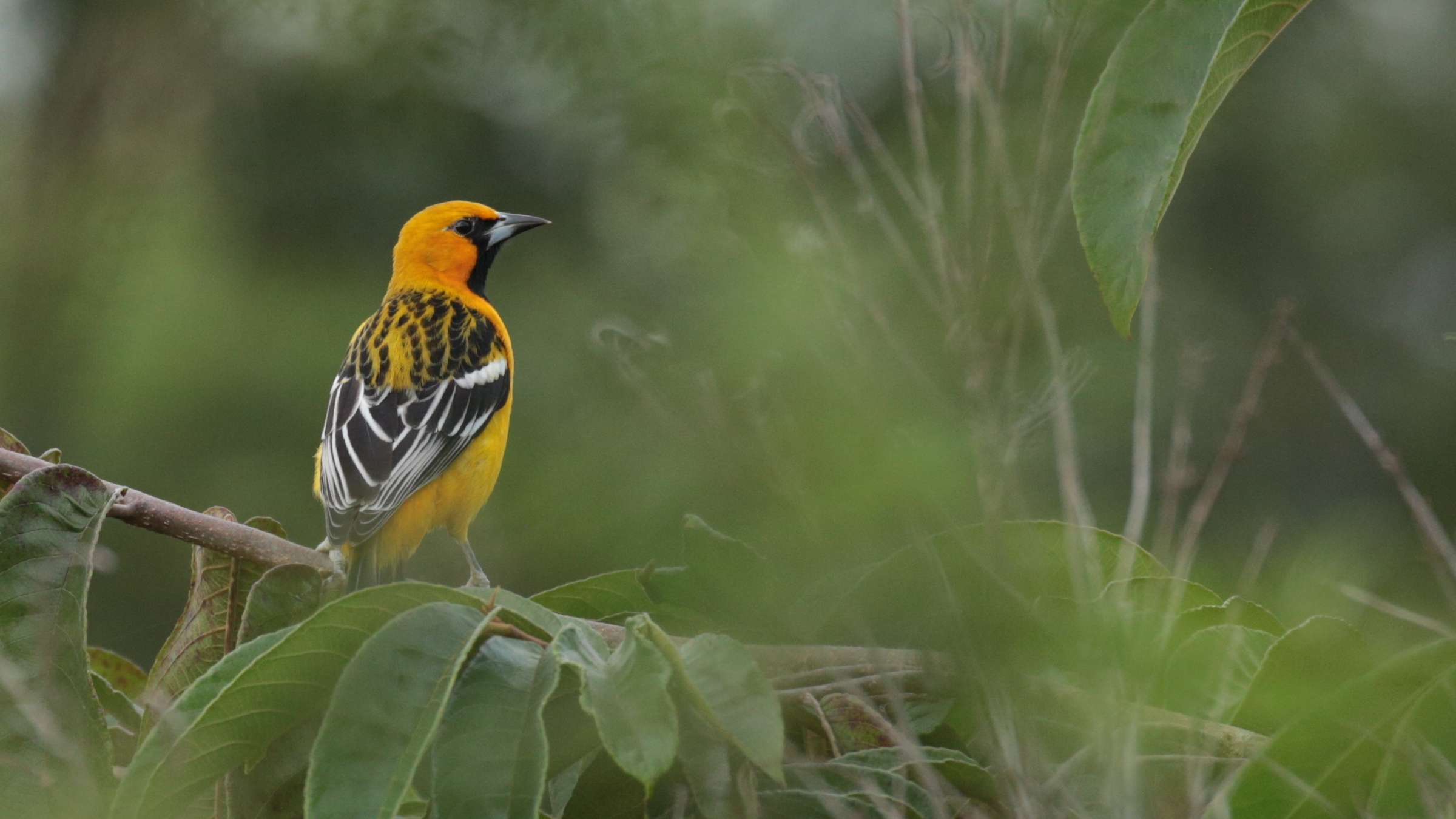
Вогнистоголовий трупіал

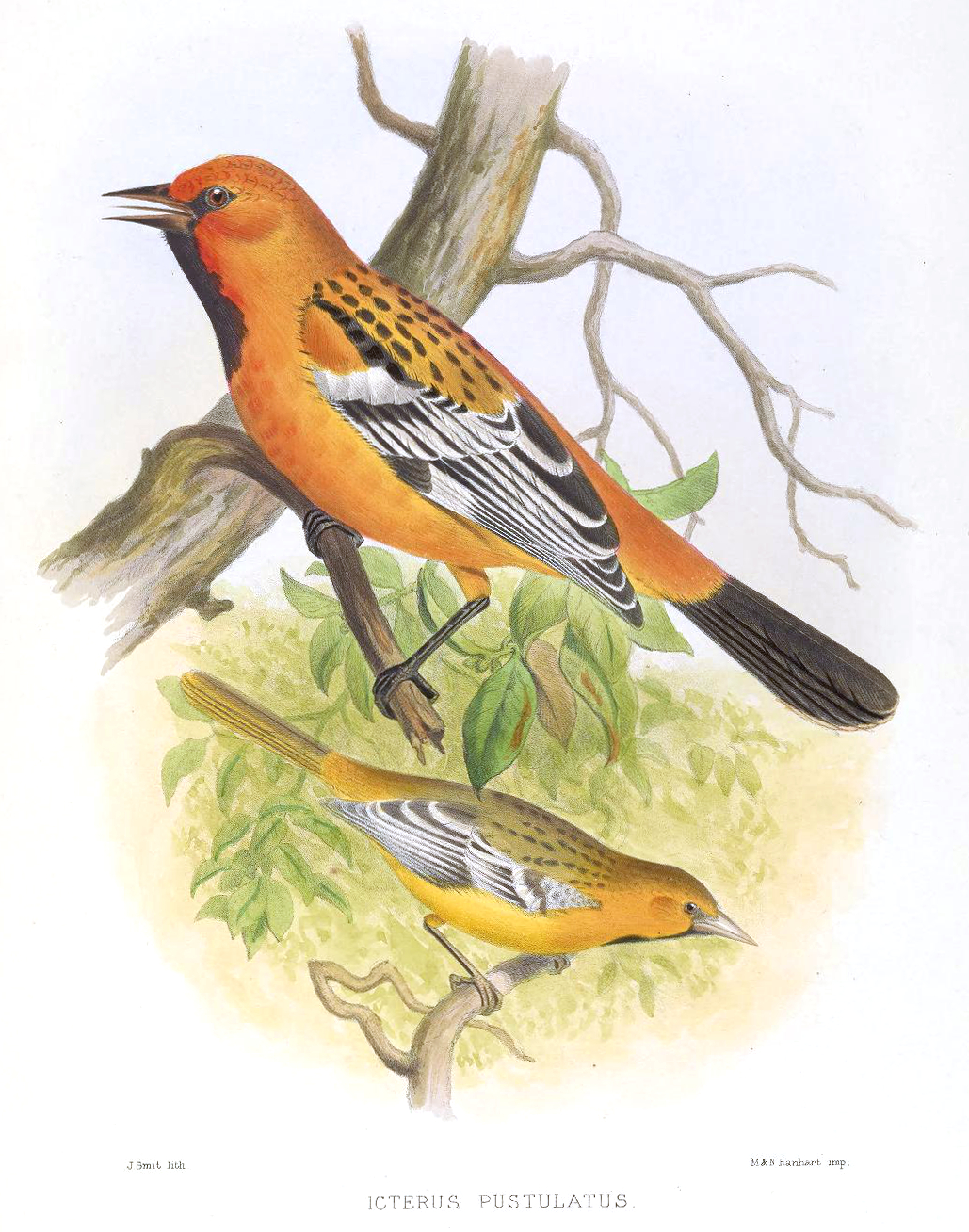
Вогнистоголовий трупіал

Трупіа́л вогнистоголовий (Icterus pustulatus) — вид горобцеподібних птахів родини трупіалових (Icteridae). Мешкає в Мексиці і Центральній Америці.

## Опис
Довжина птаха становить 19-23 см, розмах крил 30-34 см, вага 37 г. Забарвлення переважно жовтувато-оранжеве, на обличчі чорна "маска", горло, крила і хвіст чорні. Крила поцятковані білими смугами, стернові пера на кінці білі. Спина поцяткована чорними смужками. Дзьоб міцний, сірий, знизу світліший, лапи світло-сірі.

## Підвиди
Виділяють вісім підвидів:
- I. p. microstictus Griscom, 1934 — північно-західна Мексика;
- I. p. pustulatus (Wagler, 1829) — південно-західна Мексика (від Коліми до північної Оахаки, Пуебли і Веракруса);
- I. p. graysonii Cassin, 1867 — острови Лас-Трес-Маріас[es];
- I. p. formosus Lawrence, 1872 — від Оахаки і Чіапаса до північно-західної Гватемали;
- I. p. maximus Griscom, 1930 — долина річки Чіксой[en] на півночі центральної Гватемали;
- I. p. alticola Miller, W & Griscom, 1925 — від Гватемали до північно-східного Гондураса;
- I. p. pustuloides Van Rossem, 1927 — схили вулкану Сан-Мігель на сході центрального Сальвадору;
- I. p. sclateri Cassin, 1867 — від південного Сальвадору до Коста-Рики.

## Поширення і екологія
Вогнистоголові трупіали мешкають в Мексиці, Гватемалі, Сальвадорі, Гондурасі, Нікарагуа і Коста-Риці, трапляються на південному заході США. Вони живуть в сухих субтропічних і тропічних лісах, рідколіссях і чагарникових заростях та в саванах, на висоті до 2000 м над рівнем моря. Живляться переважно комахами, а також плодами, насінням і нектаром. Сезон розмноження триває з кінця весни до середини або кінця літа. Гніздо мішечкоподібне, довжиною 70 см, робиться з рослинних волокон, підвішується до гілки мімози. В кладці 3-4 блакитних, плямистих яйця, інкубаційний період триває 12-14 днів, пташенята покидають гніздо через 2 тижні після вилуплення.